# Scooby-Doo és a Loch Ness-i szörny
A Scooby-Doo és a Loch Ness-i szörny (eredeti cím: Scooby-Doo! and the Loch Ness Monster) 2004-ben bemutatott amerikai televíziós rajzfilm, amelynek a rendezői Scott Jeralds és Joe Sichta, a producere Joe Sichta, az írói George Doty IV, Ed Scharlach, Joe Sichta és Mark Turosz, a zeneszerzője Thomas Chase. A film a Warner Bros. Family Entertainment és a Warner Bros. Animation gyártásában készült, a Warner Home Video forgalmazásában jelent meg. Műfaját tekintve filmvígjáték.
Amerikában 2004. június 22-én mutatták be a DVD-n. Magyarországon a Cartoon Network mutatta be 2013. augusztus 8-án a CN Moziba.

## Cselekmény
A történet szerint a Rejtély Rt. Skóciába utazik, a Loch Ness tó partjára, ahol Diána családjának ősi kastélya fekszik. A kastély egyik ablakából kitekintve egy hatalmas lényt tekintenek meg, amiről azt gondolják, hogy a hely legendás lénye, a Loch Nessi-i szörny az. A csapat elindul, hogy kiderítse a legendás lény rejtélyét.

## Szereplők
| Szereplő                   | Eredeti hang  | Magyar hang     |
| -------------------------- | ------------- | --------------- |
| Scooby-Doo                 | Frank Welker  | Melis Gábor     |
| Fred                       | Frank Welker  | Bódy Gergely    |
| Lachlan Haggart            | Frank Welker  | Orosz István    |
| Bozont                     | Casey Kasem   | Fekete Zoltán   |
| Diána                      | Grey DeLisle  | Hámori Eszter   |
| Shannon Blake              | Grey DeLisle  | Zsigmond Tamara |
| Vilma                      | Mindy Cohn    | Madarász Éva    |
| Duncan MacGubbin           | Michael Bell  | Izsóf Vilmos    |
| Mcintyre                   | Michael Bell  | Megyeri János   |
| Sir Ian Locksley           | Jeff Bennett  | Versényi László |
| Del Chillman               | Jeff Bennett  | Szvetlov Balázs |
| Colin Haggart              | John DiMaggio | Pipó László     |
| Angus Haggart              | Phil LaMarr   | Timon Barna     |
| Fiona Pembrooke professzor | Sheena Easton | Ősi Ildikó      |